# Heggere, Challakere
Heggere là một làng thuộc tehsil Challakere, huyện Chitradurga, bang Karnataka, Ấn Độ.